# San Agustin (Romblon)
San Agustin is een gemeente in de Filipijnse provincie Romblon op het eiland Tablas. Bij de laatste census in 2007 had de gemeente ruim 22 duizend inwoners.

## Geografie

### Bestuurlijke indeling
San Agustin is onderverdeeld in de volgende 15 barangays:
| - Bachawan - Binongahan - Binugusan - Buli - Cabolutan - Cagbuaya - Camantaya - Carmen | - Cawayan - Doña Juana - Dubduban - Lusong - Mahabang Baybay - Poblacion - Sugod |

## Demografie
San Agustin had bij de census van 2007 een inwoneraantal van 22.118 mensen. Dit zijn 475 mensen (2,2%) meer dan bij de vorige census van 2000. De gemiddelde jaarlijkse groei komt daarmee uit op 0,30%, hetgeen lager is dan het landelijk jaarlijks gemiddelde over deze periode (2,04%). Vergeleken met de census van 1995 is het aantal mensen met 1.958 (9,7%) toegenomen.

De bevolkingsdichtheid van San Agustin was ten tijde van de laatste census, met 22.118 inwoners op 140,48 km², 143,5 mensen per km².